# Đệ Nhất Cộng hòa Tây Ban Nha

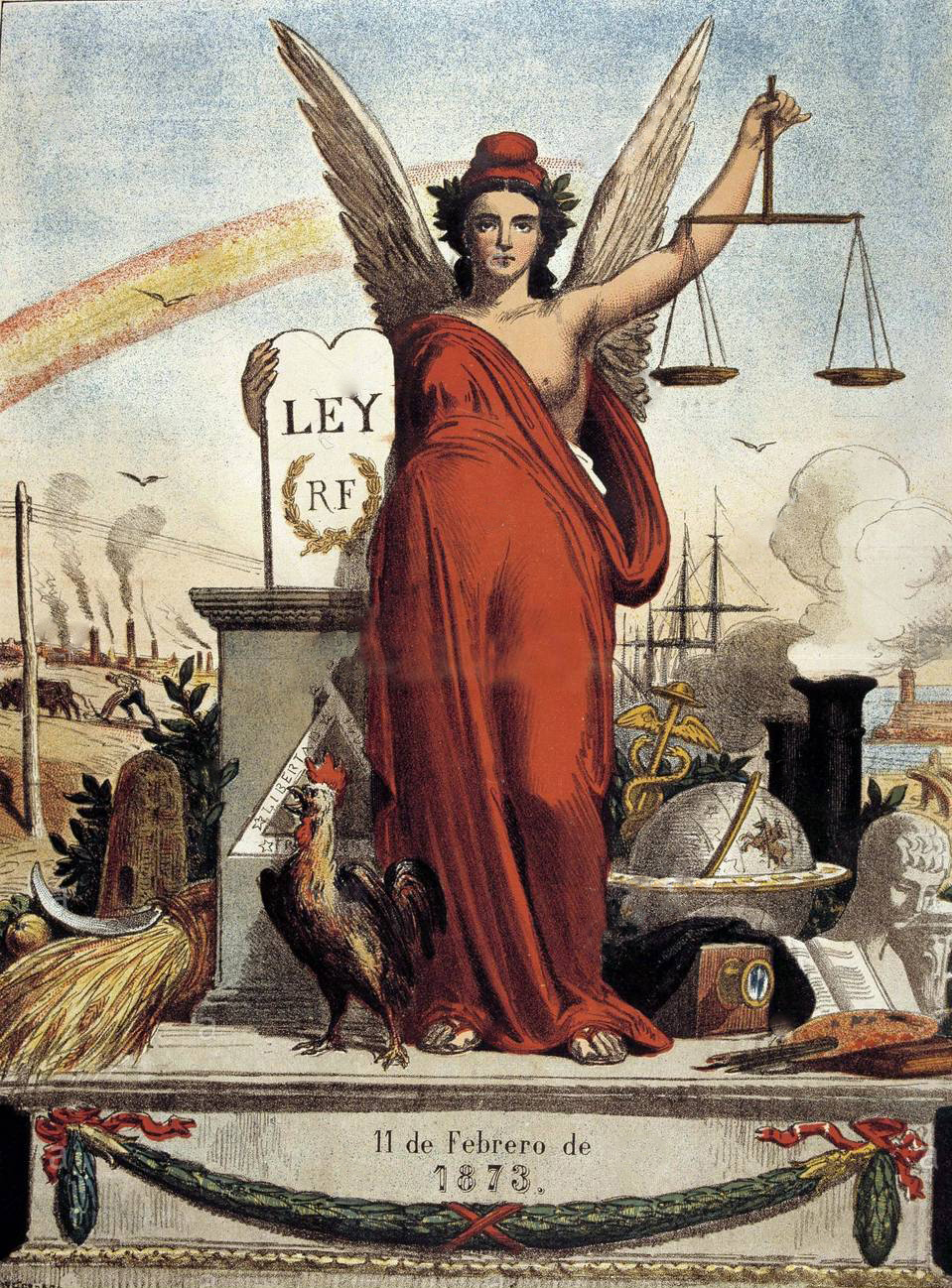
Allegory của Cộng hòa Tây Ban Nha, được công bố trên một tạp chí châm biếm và tự do

Đệ nhất Cộng hòa Tây Ban Nha là một chính thể từng tồn tại ở Tây Ban Nha kể từ khi Cortes tuyên bố thành lập vào ngày 11 tháng 2 năm 1873, và kết thúc vào ngày 29 tháng 12 năm 1874 khi Martínez Campos tuyên bố bắt đầu thời kỳ Phục Hưng Borbón ở Tây Ban Nha.
Thể chế Cộng hòa đầu tiên ở Tây Ban Nha này tồn tại trong một khoảng thời gian ngắn ngủi với các đặc trưng bởi sự mất ổn định chính trị và xã hội và bạo lực sâu sắc. Thể chế này đã trải qua 4 đời Tổng thống chỉ trong vòng 11 tháng kể từ khi nó được thành lập, các cuộc đảo chính của Tướng Pavia và việc thiết lập nước cộng hòa thống nhất của Francisco Serrano y Domínguez.
Giai đoạn này nổi lên bởi 3 cuộc nội chiến xảy ra đồng thời: Chiến tranh Carl lần thứ 3, cuộc nổi dậy ở bán đảo Iberia và chiến tranh mười năm ở Cuba. Các vấn đề nghiêm trọng nhất của thể chế này là thiếu vắng những người theo mục đích Cộng hòa thực sự, sự chia rẽ giữa chủ nghĩa liên bang và chủ nghĩa thống nhất và thiếu sự đồng thuận rộng rãi.

## Tổng quan
Vào thời điểm đó, Quốc hội Tây Ban Nha lập hiến được yêu cầu soạn thảo hiến pháp liên bang. Những người cấp tiến có xu hướng xây dựng một nền cộng hòa thống nhất, các tỉnh ít quan trọng hơn nhiều, và một khi nền cộng hòa được tuyên bố, hai bên bắt đầu chống đối nhau. Ban đầu, những người cấp tiến phần lớn bị mất quyền lực, gia nhập những người bị đuổi ra khỏi cuộc Cách mạng hoặc Chiến tranh Carlos năm 1868.
Cộng hòa thứ nhất của Tây Ban Nha là một nỗ lực lịch sử của Tây Ban Nha đối với hệ thống cộng hòa, được đặc trưng bởi tác động chính trị sâu rộng và sự bất ổn xã hội và bạo lực. Cộng hòa được cai trị bởi bốn tổng thống, cụ thể là: Est Estisislao Figueras, Francesc Pi i Margall, Nicolás Salmerón, Emilio Castelar; sau đó, chỉ mười một tháng sau khi tuyên bố, Tướng Manuel Pavía đã lãnh đạo một cuộc đảo chính và thành lập một nền cộng hòa thống nhất do Francisco Serrano thống trị.
Thời kỳ được đánh dấu bằng ba cuộc nội chiến đồng thời: Chiến tranh Carl lần thứ ba, Cách mạng Cantonal, Cách mạng Dầu khí ở Alcoy; và bởi cuộc chiến mười năm ở Cuba. Các vấn đề nghiêm trọng nhất cho việc củng cố chế độ là thiếu những người cộng hòa thực sự, sự phân chia của họ giữa những người liên bang và đơn vị, và thiếu sự hỗ trợ phổ biến. Lật đổ trong quân đội, một loạt các cuộc nổi dậy của bang, sự bất ổn ở Barcelona, các cuộc đảo chính chống liên bang thất bại, kêu gọi cách mạng của Hiệp hội Công nhân Quốc tế, việc thiếu bất kỳ tính hợp pháp chính trị rộng rãi nào, và cuộc đấu tranh cá nhân giữa các nhà lãnh đạo cộng hòa đều làm suy yếu thêm nền cộng hòa.
Cộng hòa có hiệu quả kết thúc vào ngày 03 tháng 1 năm 1874, khi thuyền trưởng chung của Madrid, Manuel Pavia, phát âm là chống lại chính phủ liên bang và kêu gọi tất cả các bên trừ Liên bang và Carl để thành lập chính phủ quốc gia. [ cần làm rõ ] Các nhà quân chủ và Cộng hòa đã từ chối, để lại những người theo Chủ nghĩa cấp tiến và Hiến pháp đơn nhất là nhóm duy nhất sẵn sàng cai trị; lại là một căn cứ chính trị hẹp. Tướng Francisco Serrano đã thành lập một chính phủ mới và được bổ nhiệm làm Tổng thống Cộng hòa mặc dù đó chỉ là một hình thức kể từ khi Cortes bị giải thể.
Các lực lượng Carlist đã tìm cách mở rộng lãnh thổ dưới sự kiểm soát của họ đến mức lớn nhất vào đầu năm 1874, mặc dù một loạt các thất bại của quân đội miền bắc cộng hòa trong nửa cuối năm có thể đã dẫn đến sự kết thúc của cuộc chiến nếu nó không phải là xấu thời tiết. Tuy nhiên, các nhà quân chủ khác đã lấy tên của Alfonsists làm người ủng hộ Alfonso, con trai của cựu Nữ vương Isabel và được tổ chức bởi Cánovas del Castillo.
Thời kỳ này của Cộng hòa kéo dài cho đến khi Chuẩn tướng Martínez-Campos quyết định cho Alfonso ở Sagunto vào ngày 29 tháng 12 năm 1874 và phần còn lại của quân đội từ chối hành động chống lại ông. Chính phủ sụp đổ, dẫn đến sự kết thúc của nước cộng hòa và phục hồi của Bourbon chế độ quân chủ với việc loan báo Alfonso XII làm vua.

## Tuyên bố cộng hòa
Vua Amadeo I thoái vị vào ngày 11 tháng 2 năm 1873. Quyết định của ông chủ yếu là do những khó khăn liên tục gặp phải trong thời gian ngắn, bao gồm Cuộc chiến mười năm ở Cuba, Chiến tranh Carlos lần thứ ba và những người muốn con trai của Alfella là Alfonso trở thành quốc vương Các nhà quân chủ Alfonso phản đối nó, và có nhiều cuộc bạo loạn được lên kế hoạch bởi đảng Cộng hòa.
Quốc hội mới của Tây Ban Nha đã họp với nhau tại một cuộc họp chung và thường trực của Quốc hội và thượng viện, tuyên bố họ là Quốc hội trong khi chờ đợi bất kỳ thông báo cuối cùng nào từ vua.